# USS LST-961
O USS LST-961 foi um navio de guerra norte-americano da classe LST que operou durante a Segunda Guerra Mundial.